# Rassemblement Wallonie-France
Der Rassemblement Wallonie-France (R.W.F.) ist eine französischsprachige belgische politische Partei, deren Brüsseler Sektion Rassemblement Bruxelles-France heißt. Die R.W.F. setzt sich für den Rattachismus ein, d. h. für die Vereinigung der mehrheitlich frankophonen Gebiete Belgiens, also die Wallonische Region, die Region Brüssel-Hauptstadt, sowie sechs Fazilitäten-Gemeinden am Rande Brüssels, die sich in Flandern befinden, in denen aber mehrheitlich Französisch gesprochen wird, mit Frankreich.

## Geschichte

Karte von Frankreich vereinigt mit der Wallonie und der Region Brüssel-Hauptstadt (letztere rot hervorgehoben)

Die Partei wurde am 27. November 1999 in Charleroi gegründet und wird seitdem ununterbrochen von ihrem Präsidenten Paul-Henry Gendebien angeführt.
Die R.W.F entstand aus einer Annäherung zwischen dem Rassemblement wallon (R.W.) von André Libert und der Alliance Démocratique Wallonne (A.D.W) (gegründet 1985), die innerhalb des Parti Social Chrétien (P.S.C) bestand, und dem Mouvement Wallon pour le Retour à la France.
Bei den Föderalwahlen 2003 trat die Partei als RWF-RBF an, seitdem immer als RWF. Bei den Föderalwahlen 2007 erhielt sie 0,39 Prozent der Stimmen für den Senat und 0,48 Prozent für die Kammer. Bei den Regionalwahlen 2009 erhielt die RWF 1,39 Prozent in der Wallonie und bei den Europawahlen 2009 0,46 Prozent auf gesamtbelgischer Ebene.
2010 erfolgte auf Vorschlag Gendebiens und des Vorstands die Neugründung der Partei. 
Der satzungsgemäße Kongress wählte 2012 Laurent Brogniet zum neuen Präsidenten. 2015 trat Brogniet von seinem Posten zurück und eine Gruppe wurde damit betraut, die Zukunft der Partei zu erörtern. Als Folge trat die R.W.F. bei den Europawahlen 2019 nicht an. Vielmehr setzt sie nun vollständig darauf, als politische Bewegung im Internet und den Medien aktiv zu bleiben und Aufmerksamkeit für ihre Zwecke zu generieren, insbesondere durch die Veröffentlichung von Beiträgen auf ihrer Website sowie ihrem X-Account (vormalig Twitter).

## Wahlergebnisse
| Jahr | Stimmen | Anteil | Mandate | Platz |
| ---- | ------- | ------ | ------- | ----- |
| 2004 | 20.019  | 1,02 % | 0/75    | 6.    |
| 2009 | 27.955  | 1,39 % | 0/75    | 6.    |
| 2014 | 9.731   | 0,48 % | 0/75    | 11.   |

| Jahr | Stimmen | Anteil | Mandate | Platz |
| ---- | ------- | ------ | ------- | ----- |
| 2004 | 1.575   | 0,35 % | 0/89    | 16.   |
| 2009 | 1.321   | 0,29 % | 0/89    | 20.   |
| 2014 | 175     | 0,04 % | 0/89    | 28.   |

| Jahr | Stimmen | Anteil | Mandate | Platz |
| ---- | ------- | ------ | ------- | ----- |
| 2003 | 25.416  | 0,39 % | 0/150   | 15.   |
| 2007 | 26.240  | 0,39 % | 0/150   | 13.   |
| 2010 | 35.743  | 0,55 % | 0/150   | 16.   |
| 2014 | 7.394   | 0,11 % | 0/150   | 25.   |

| Jahr | Stimmen | Anteil | Mandate | Platz |
| ---- | ------- | ------ | ------- | ----- |
| 2003 | 27.424  | 0,42 % | 0/40    | 15.   |
| 2007 | 32.094  | 0,48 % | 0/40    | 13.   |
| 2010 | 40.393  | 0,62 % | 0/40    | 16.   |

| Jahr | Stimmen | Anteil | Mandate | Platz |
| ---- | ------- | ------ | ------- | ----- |
| 2004 | 23.090  | 0,36 % | 0/24    | 13.   |
| 2009 | 30.488  | 0,46 % | 0/22    | 15.   |